# عودة الابن الضال (فلم)
عودة الابن الضال فيلم دراما مصري صدر عام 1976. الفيلم من إخراج يوسف شاهين، الذي شارك في كتابة السيناريو إلى جانب صلاح جاهين، وإنتاج أفلام مصر العالمية، ومن بطولة سهير المرشدي، وشكري سرحان، ورجاء حسين، ومحمود المليجي، وهدى سلطان، وماجدة الرومي.
يعتبر الفيلم ذا طابع ملحمي حيث أفضى فيه صلاح جاهين كل مشاعره حيال ثورة 23 يوليو، وحرب 1967، وحرب أكتوبر.
الفيلم يمثل لحرب 1967 على أنها ناتجة عن استغلال رجال الرئيس ومن حوله لأحلامه مما جعلها تنتهي بالهزيمة. كما وضح الفيلم في النهاية أن على الشباب نسيان ما حدث والاستمرار في الحلم وتحقيق هذه الأحلام داخل بلادهم.
يحتل الفيلم المركز رقم 51 بقائمة أفضل مئة فيلم في مئوية السينما المصرية حسب إستفتاء النقاد بمناسبة مرور 100 عام على أول عرض سينمائي بالإسكندرية (1896 – 1996) وكان الإختيار بداية من عام 1927 حيث تم عرض أول فيلم مصري (ليلى) وحتى عام 1996.
كما حصل الفيلم على المرتبة 39 ضمن قائمة أهم مئة فيلم عربي حسب استفتاء لنقاد سينمائيين ومثقفين قام به مهرجان دبي السينمائي الدولي في 2013 في الدورة العاشرة للمهرجان.

## قصة الفيلم
الخديوي الجد حائر بين ابنه الأصغر الغائب ذلك المهندس النموذجي، وابنه الأكبر الذي لم يستكمل دراسته، وقد صار طاغية في القرية، تسانده أمه المعروفة بقوة شخصيتها، يضع أهل البلدة آمالهم على عودة الابن الغائب منذ اثني عشر عامًا كي ينقذهم من بطش أخيه، لكنه يعود مغلوبًا على أمره، ويعمل تحت إمارة أخيه في المعصرة، ولكنهما يصطدمان في النهاية عندما يجدان نفسيهما كلًا في مواجهة الآخر.

## طاقم التمثيل
- سهير المرشدي بدور فاطمة
- شكري سرحان بدور طُلبة
- رجاء حسين بدور زكية
- محمود المليجي بدور الأب
- هدى سلطان بدور الأم
- ماجدة الرومي بدور تفيدة
- هشام سليم بدور إبراهيم
- أحمد محرز بدور علي
- سيد علي كويرات بدور حسونة
- علي الشريف
- أحمد بدير
- أحمد عبد الوارث
- سيد الشحات

## روابط خارجية
- مقالات تستعمل روابط فنية بلا صلة مع ويكي بيانات